# 石垣果蓮
石垣 果蓮（いしがき かれん、1998年〈平成10年〉7月14日 - ）は、日本のモデル、タレント、グラビアアイドル、サウナリポーター。
山形県飽海郡遊佐町出身。プラチナムプロダクション所属。東北学院大学卒業。

## 略歴
2021年3月7日に新潟市民芸術文化会館で行われた『2021 BEST OF MISS NIIGATA』に於いて、ミス・グランド・ジャパン2021の新潟県代表に選出。同年9月24日にホテル雅叙園東京で行われたミス・グランド・ジャパンの全国大会でベスト10に入り、準グランプリを受賞。これをきっかけに同年11月より『&sauna』（北海道文化放送制作）の信越支部リポーターに就任。
大学卒業後の2022年8月10日には自身のYouTubeチャンネルを開設。以後も『&sauna』を中心に活動していたが、2024年に入ると、週刊ヤングマガジン（講談社）の夏休みイベント『ヤンマガ GRAND BEER TERACE』に於いて、「グラビアギャルズ」（GRAND BEER GALS）の一員として参加。音楽系イベント『S2O JAPAN』公式アンバサダーとしての活動もあった。またSPA!（扶桑社）のグラビアオーディション『ミスSPA!2024』にエントリーしたが、最終結果で5位に終わった。
2024年8月8日、東京オートサロンのイメージガールユニット『A-class』の2025年度メンバーに選ばれたことが発表される。山形県遊佐町出身者としては2017年の早瀬あや以来、8年ぶりのA-classメンバーとなった。この宣伝も兼ねて同年11月8日 - 10日の『東京オートサロン クアラルンプール2024』にA-class2025として出演している。
モデル活動開始時からフリーランスで活動しており、A-class選出時点で所属事務所は公表されてなかったが、2024年12月にプラチナムプロダクション所属となったことが発表された。
2025年2月5日、A-classで共働した森谷花香と共に、『ラフィーネレディ』としてスーパー耐久・TEAM ZEROONE（ST-Zクラス）のレースクイーンを務めることを発表。プラチナムの先輩に当たる一ノ瀬のこからバトンを受け継ぐ形となった。また同年のスーパーフォーミュラでは、A-classの2021年度メンバーである林紗久羅らと共に『KDDIレースアンバサダー』としてKDDI TGMGP TGR-DCのRQを務める。

## 人物
- 血液型はB型。身長170センチメートル。3歳上の兄がいる。
- 趣味はお菓子作り、バイクのツーリング[動画 3]。
- 小学生から高校までバスケットボール部に入っていたが[2]、本人曰く「運動神経はあまり良くなかった」とのこと[17]。

## 出演

### テレビ番組
- 『&sauna』信越支部リポーター（公式YouTubeチャンネル のほか、 ミニ番組として UHB北海道文化放送、BSフジで放送）
- TBSテレビ『オールスター後夜祭25春』（2025年3月30日未明放送） - アシスタント[18]

### ユーチューブ
- さまぁ〜ずチャンネル 【キンタロー。に笑ったらOUT３】衝撃モノマネオンパレード！ - YouTube（2025年3月14日）
- ブロスチャンネル 【サウナの人】石垣果蓮さんがブロス新潟にご来店＆展示車3台を試乗レビューしてもらった - YouTube（2023年9月1日）

### イベント
- 週刊ヤングマガジン『ヤンマガ GRAND BEER TERACE』（2024年7月6日 - 9月1日、由比ガ浜海水浴場）[7]
- 『S2O JAPAN 2024』公式アンバサダー（2024年8月2日 - 4日、東京・お台場R地区特設会場）[8]
- 2024 FIA 世界耐久選手権『富士6時間耐久レース』（2024年9月13日 - 15日、富士スピードウェイ）
  - A-class2025で共働する佐々木美乃里と共にWECグリッドセレモニーガールとして参加[19]。
- GIGA・GIGA SONIC vol.2（2024年10月19日、幕張メッセ） - 「ジーンズ十色」ファッションショーに出演[20]
- 東京オートサロン
  - クアラルンプール2024（2024年11月8日 - 10日、マレーシア国際貿易展示場）- A-class2025として出演[11]
  - 東京オートサロン2025（2025年1月10日 - 12日、幕張メッセ） - A-class2025